# Gare de Pampelune
La gare de Pampelune, anciennement appelée gare du Nord ou gare de San Jorge, est une gare ferroviaire espagnole de la ligne d'Altsasu à Castejón de Ebro (es) (710), située sur le territoire de la commune de Pampelune, dans la comarque du bassin de Pampelune, en Navarre.
Elle est mise en service en 1860 par la Compañía del Ferrocarril de Zaragoza a Pamplona. C'est une gare d'Administrador de infraestructuras ferroviarias (ADIF), desservie par des trains Alvia et Media Distancia de Renfe Operadora.

## Situation ferroviaire
Établie à 413 mètres d'altitude, la gare de Pampelune est située au point kilométrique (PK) 181,013 de la ligne d'Altsasu à Castejón de Ebro, entre les gares ouvertes de Huarte-Araquil et de Tafalla. Elle est séparée de ces deux gares respectivement par les gares aujourd'hui fermées de Zuasti et de Cizur Mayor. 

## Histoire
La gare a été ouverte au trafic le 15 septembre 1860 lors de l’ouverture du tronçon entre Caparroso et Pampelune de la ligne devant relier Saragosse à la Navarre, construite par la Compañía del Ferrocarril de Zaragoza a Pamplona. Cette dernière fusionna peu après avec la Compañía del ferrocarril de Zaragoza a Barcelona pour former la Compañía de los Ferrocarriles de Zaragoza a Pamplona y Barcelona (ZPB). Le 1er avril 1878, en raison de difficultés économiques, elle fut contrainte de fusionner avec la Compañía de los Caminos de Hierro del Norte de España.
En 1941, avec la nationalisation de toutes les lignes à écartement ibérique, la compagnie Norte fut intégrée à la RENFE nouvellement créée.
Jusqu’en 1956, la gare était liée avec la ligne de Pampelune à Sangüesa, connu sous le nom d’El Irati, via un embranchement.
Depuis le 31 décembre 2004, Renfe exploite la ligne tandis qu'ADIF est propriétaire des infrastructures ferroviaires.

### La gare
Le bâtiment voyageurs actuel est une vaste structure de deux étages à base rectangulaire. 
La gare accueille également du trafic de marchandises, principalement pour le transport d’automobiles, en raison de la proximité de l’usine Volkswagen située au terminal de fret de Landaben.

## Fréquentation
En 2018, la fréquentation annuelle de la gare s'élevait à 977 418 voyageurs.

## Service des voyageurs

### Accueil
La gare dispose d'un bâtiment voyageurs avec guichets, ainsi que d'automates pour l'achat de titres de transport ; d'une salle d'attente. Une cafétéria, et d'autres commerces y sont installés. Elle possède également des bureaux.
La gare dispose au total de dix voies, dont trois seulement sont accessibles via un quai latéral et un quai central.
À l’extérieur, on trouve un parking aménagé.

### Desserte

#### Larga Distancia
La gare est desservie par des trains Alvia qui relient Barcelone aux Asturies, à la Galice et au Pays Basque via la Castille-et-León. Madrid est également reliée à la ville grâce à un autre train Alvia qui couvre la ligne Madrid - Pampelune.

#### Media Distancia
La gare dispose de services Media Distancia vers Saragosse, Castejón, Logroño, Vitoria-Gasteiz et Burgos.

### Intermodalité
La gare est desservie par un arrêt de bus.